# ريكي بيل
ريكي بيل (بالإنجليزية: Ricky Bell)‏ هو لاعب كرة قدم أمريكية أمريكي، ولد في 8 أبريل 1955 في هيوستن في الولايات المتحدة، وتوفي في 28 نوفمبر 1984 في لوس أنجلوس في الولايات المتحدة.

## وصلات خارجية
- ريكي بيل على موقع مرجع كرة القدم المحترفة.كوم (الإنجليزية)
- ريكي بيل على موقع كلية كرة القدم في سبورتس رفرنس.كوم (الإنجليزية)